# Фицрой, Генри, граф Юстон
Генри Джеймс Фицрой, граф Юстон (англ. Henry James FitzRoy, Earl of Euston; 28 ноября 1848 — 10 мая 1912) — английский аристократ и политик. С 1882 по 1912 год он носил титул учтивости — граф Юстон.

## Личная жизнь
Родился 28 ноября 1848 года в Лондоне. Старший сын и наследник Огастеса Фицроя, 7-го герцога Графтона (1821—1918). Его мать Энн Балфур (1825—1857) была дочерью члена Нижней палаты Джеймса Балфура. Учился в школе Хэрроу.
В мае 1871 года граф Юстон в Вустере женился на артистке мюзик-холла Кейт Уолш (? — 24 ноября 1903), дочери Джона Уолша. Описанная как «одна из самых известных женщин Лондона», она была по крайней мере на десять лет старше его. У них не было детей, и через три года они расстались, и граф Юстон получил правительственную должность в Австралии. Узнав, что Кейт Уолш снова выша замуж, он вернулся в Лондон, чтобы добиться расторжения брака. За большие деньги предполагаемого мужа Уолша нашли в Новой Зеландии и привезли в Лондон. В случае, который был назван «более странным, чем вымысел», в последний момент перекрестного допроса мужа Уолш в суде выяснилось, что за три года до женитьбы на ней он женился на другой женщине. Таким образом, его брак с Уолшем был недействительным, а её брак с графом Юстоном — законным. Кейт Уолш оставалась леди Юстон до самой ее смерти в 1903 году.

## Скандал
В 1890 году граф Юстон был втянут в скандал на Кливленд-стрит, когда малоизвестная радикальная еженедельная газета North London Press обвинила его в посещении мужского борделя на Кливленд-стрит, 19 в Лондоне. Юстон подал в суд за клевету. На суде Юстон признался, что, когда он шел по Пикадилли, рекламный агент вручил ему рекламную листовку с надписью «Живые картины. C. Hammond, 19 Cleveland Street». Юстон показал, что он пошел в дом, полагая, что Poses Plastiques означает демонстрацию обнаженных женщин. Он заплатил государю, чтобы тот вошел. При входе Юстон сказал, что был потрясен, обнаружив «неподходящий» характер места, и немедленно ушел. Свидетели защиты противоречили друг другу и не могли точно описать Юстона.
Последний свидетель защиты, Джон Саул, был мужчиной-проститут, который признался, что зарабатывал себе на жизнь «аморальной жизнью» и «преступным поведением». Присяжные не поверили свидетелям защиты и приняли решение в пользу Юстона. Харфорд Монтгомери Хайд, известный историк гомосексуализма, позже писал, что почти не было сомнений в том, что граф Юстон говорил правду и только однажды посетил Кливленд-стрит, 19, потому что был введен в заблуждение рекламной листовкой. Однако Роберт Клиберн, молодой человек, который специализировался на шантаже пожилых гомосексуалистов, сказал Оскару Уайльду, что Юстон был одной из его жертв.

## Поздняя карьера
В 1894 году, председательствуя в полицейском суде в Таучестере, граф Юстон приговорил человека к одному месяцу тюремного заключения за кражу торта стоимостью в три тысячи долларов из магазина в деревне Блисворт, тогда входившей в состав герцогского поместья. Тяжелый приговор привлек внимание прессы и вызвал всеобщее возмущение.
В год коронации 1901 года граф Юстон был назначен адъютантом короля Великобритании Эдуарда VII.
В 1902 году ростовщики подали на графа Юстона в суд из-за невыплаченного векселя. Было заявлено, что он задолжал различным ростовщикам до пятнадцати тысяч фунтов. В суде Юстон заявил, что займы были привлечены, чтобы помочь адвокату Артуру Ньютону из «простого дружелюбия», пока он действовал для него. Суд вынес решение против Юстона. Ньютон действовал от имени лорда Артура Сомерсета во время скандала на Кливленд-стрит. Через несколько месяцев Юстон был объявлен банкротом, с обязательствами более 54 269 фунтов и активами всего в 174 фунта.
Он был награжден Королевским офицерским орденом. Он получил звание почетного полковника 4-го батальона Нортгемптонширского полка. Занимал должности мирового судьи в Саффолке, заместителя лейтенанта Саффолка, мирового судьи в Нортгемптоншире и заместителя лейтенанта Нортгемптоншира.
63-летний граф Юстон скончался в 1912 году от водянки в Уэйкфилд-Лодж, Поттерспери, графство Нортгемптоншир. Его младший брат Альфред стал 8-м герцогом Графтоном.